# Verbascum tabukum
Verbascum tabukum är en flenörtsväxtart som beskrevs av Hemaid. Verbascum tabukum ingår i släktet kungsljus, och familjen flenörtsväxter. Inga underarter finns listade i Catalogue of Life.